# Val Maira
Le val Maira, en italien Valle Maira également désigné Valle Macra, est une vallée d'Italie située dans les Alpes, dans la région du Piémont. Son principal cours d'eau est la Maira, affluent du Pô.

## Toponymie
Son nom, en langue piémontaise et occitane, Macra, signifie « maigre ». En Ubaye, qui borde son extrémité occidentale, on le prononce Maïra avec le ï atone.
Une étude de 1881 sur les hydronymes affirme que « lorsque la rivière change souvent de lit, on l'appellera tantôt la « Muande », « Maira », « Marosse » et « Maraize », venant du roman et occitan mairar, en latin migrare. « Val Maira » a la même origine ». Cette rivière aurait été alors éponyme de la vallée.

## Géographie

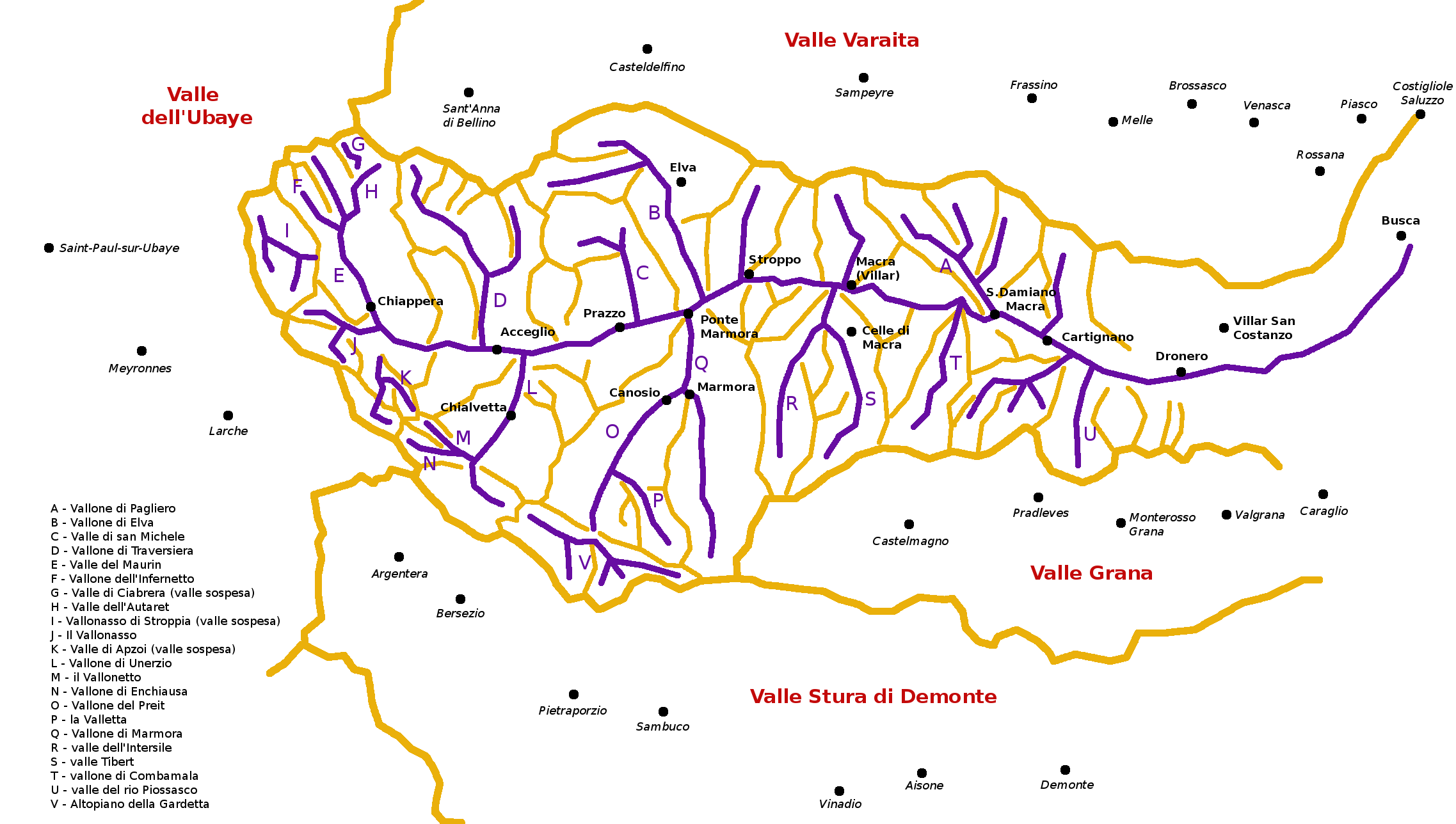
Schéma géomorphologique du val Maira :
Lignes de crêtes : orange ;
Fond de vallée : violet ;
Centres habités : noir.

Le val Maira naît dans les Alpes italiennes occidentales, dans le massif de Chambeyron, à la frontière franco-italienne ; de l'autre côté de cette frontière se trouve la vallée de l'Ubaye. Au nord se trouve le val Varaita, au sud-est le petit val Grana et au sud la vallée de la Stura di Demonte qui débouche sur le col de Larche. Le site est dominé par la ligne de crête frontalière marquée par de nombreux petits sommets peu proéminents mais dépassant 3 000 mètres d'altitude. Le fond de la vallée proprement dit est marqué par le col de Mary à 2 641 mètres d'altitude. Des nombreux vallons et petits cirques glaciaires se dégage une vallée se dirigeant en premier lieu vers le sud puis rapidement vers l'est au bout de quelques kilomètres. De nombreux torrents grossissent le cours du Maira qui traverse plusieurs villages dont ceux d'Acceglio, Prazzo, Stroppo, Macra, San Damiano Macra et enfin Dronero qui marque la fin de la vallée qui s'ouvre sur la plaine du Pô. La vallée est desservie par la route provinciale 422 et elle compte quelques stations de sports d'hiver comme Acceglio, Prazzo Superiore et Canosio.

## Histoire

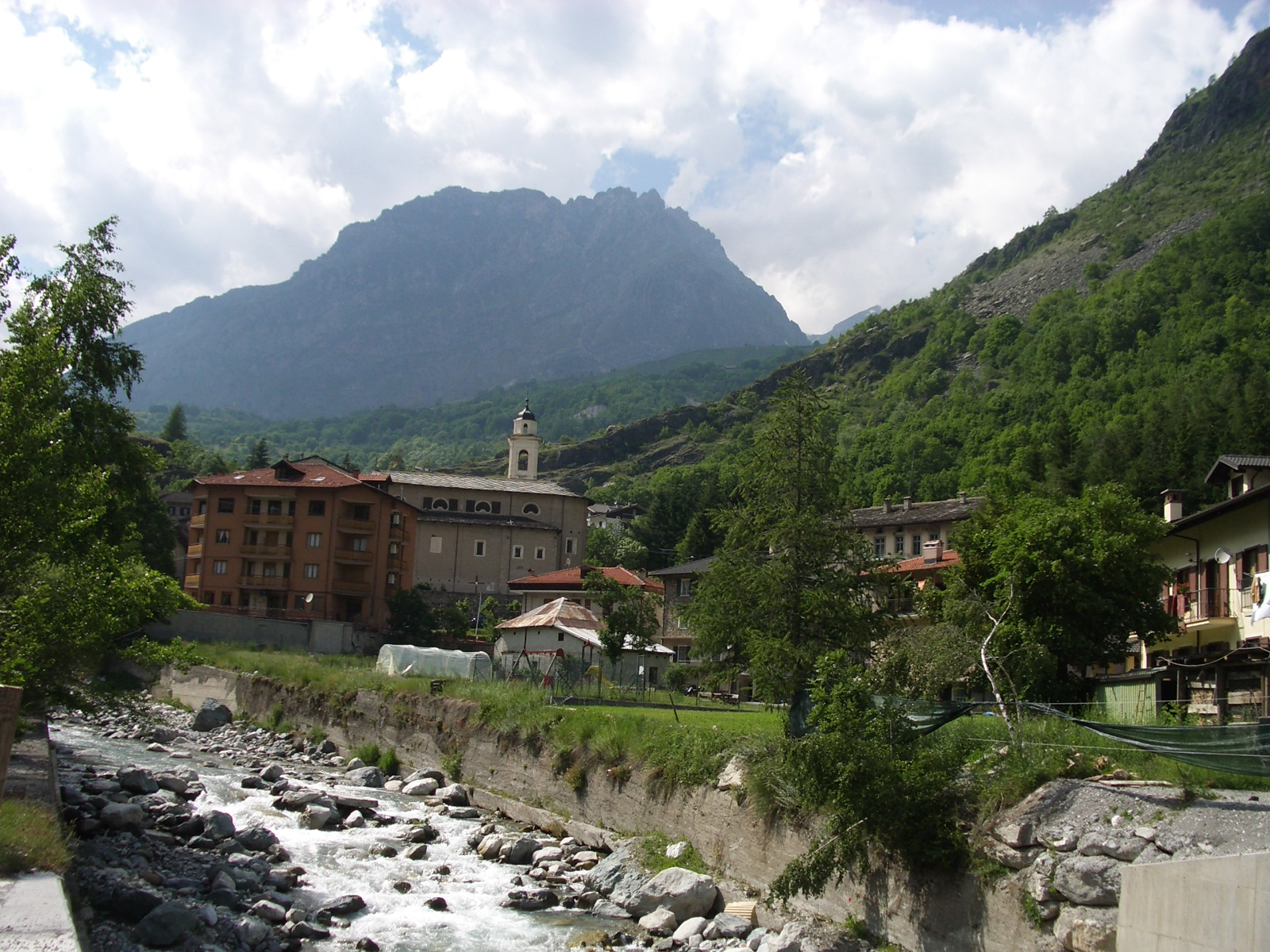
Vue d'Acceglio avec le Maira au premier plan.

À l'origine habitée par une population ligure, avec des influences celtiques, la vallée entre dans l'histoire entre le VIIe et Ve siècles av. J.-C. (stèles funéraires étrusques de Busca, tombe celtique à Villar San Costanzo). La vallée est définitivement conquise par les romains en 14 av. J.-C. (stèles de Pagliero San Damiano Macra, Elva, Marmora). La décadence romaine s'accompagne de la christianisation. Ainsi, au IVe siècle, saint Costanzo est martyrisé au pied du mont Saint-Bernardo, lieu d'érection de l'abbaye de Saint-Contanzo-al-Monte.
Durant le Xe siècle la vallée est soumise aux invasions sarrazines. Elles s'accompagnent de la destruction de l'abbaye de Villar-Saint-Contanzo, qui est reconstruite au XIIe siècle.
La première mention de la vallée se trouve sur la carte de la fondation du monastère de Caramagna, le 28 mai 1028.